# Bob de Rooij
Bob de Rooij is een typetje van Paul de Leeuw.  Hij is getrouwd met Annie de Rooij (ook een typetje van Paul de Leeuw).

## Karakter
Bob de Rooij is een ongelofelijk drukke, onbeschofte en oversekste man. Hij praat met een Rotterdams accent. Zijn veel aardigere, kalmere en haast truttige vrouw, Annie, wordt door hem voortdurend uitgescholden, vernederd en geslagen.

## Geschiedenis van het personage
Bob werd voor het eerst opgevoerd in enkele cabaretopvoeringen van De Leeuw. Het verhaal gaat dat bij een voorstelling Paul oorspronkelijk enkel Bob zou opvoeren. Omdat dit personage het steeds over zijn vrouw Annie had en het publiek vraag had naar dat typetje, zou De Leeuw in de pauze een jurkje hebben geregeld waarna hij na de pauze een compleet geïmproviseerd stuk als Annie de Rooij opvoerde. Op televisie was het de bedoeling dat Bob voor het eerst te zien zou zijn in De Leeuws allereerste humoristische programma, 'Bobs Babbelbox', waarbij Bob de Rooij ook de presentator zou zijn. Een nooit uitgezonden proefaflevering hiervan is opgenomen, maar toen bleek dat het format totaal niet werkte en naar De Leeuws eigen zeggen "demoniserend werkte", werd besloten dat De Leeuw het programma, dat toen  De schreeuw van De Leeuw ging heten, als zichzelf moest gaan presenteren, met Bob enkel in korte reportages/intermezzofilmpjes. Vanaf het derde seizoen kwam ook Annie de Rooij voor het eerst ten tonele.
De populariteit van dit duo steeg daarna zeer snel, maar na het eindigen van 'De schreeuw' besloot de Leeuw om, als afscheid van het duo, een speelfilm op te nemen rond Bob en Annie. Filmpje! werd in Nederland de bestbezochte film van 1995, met groots in de media aangekondigd dat dit "toch echt de begrafenis van Bob en Annie is".
In 1998 kwam Bob voor het eerst in drie jaar weer tevoorschijn, in een aflevering van de late-night talkshow van De Leeuw, Laat de Leeuw.  Naar aanleiding van het overlijden van Frank Sinatra zong Bob het lied 'My way'. Ook in de theatershow 'Kerstkransje', een eerbetoon aan Toon Hermans, voerde De Leeuw het De Rooij-typetje weer op. Tijdens het concert van De Leeuw in Ahoy in 2000 zat Annie in het 'Big Bopper' huis, een parodie op Big Brother en hield Bob een conference.  Daarna doken Bob en Annie geregeld op in PaPaul.  Annie leerde immigranten de Nederlandse cultuur in haar rubriek 'Vreemdelanders, Nederlanders'. Bob probeerde burgemeester van Rotterdam te worden. Ook in Mooi! Weer De Leeuw, Lieve Paul, Pauls Kadoshow en PAU!L verschenen Bob en Annie geregeld ten tonele.

## Filmografie
- 1995: Filmpje!

## Quotes
- Hallo Boppers!
- Dat wilt ik nou effe kwijt! (Oorspronkelijk gemunt door Wim Bosboom aan het eind van zijn televisiecolumn Dat willen we even kwijt)[2]
- Bob Rules! was de slogan waarmee hij burgemeester van Rotterdam hoopte te worden.
- RTL SIX, BETER DAN NIX!, de slogan van de zender "voor de onderontwikkelde vrouw", welke Bob tijdens de oudejaarsavonduitzending van 1993 hoopte op te starten. Een overduidelijke parodie op het toen net twee maanden eerder gestarte RTL 5.